# Cestistica Azzurra Orvieto 2014-2015
Questa voce raccoglie le informazioni riguardanti la Cestistica Azzurra Orvieto nelle competizioni ufficiali della stagione 2014-2015.

## Stagione
La stagione 2014-2015 della Ceprini Costruzioni Orvieto è la terza consecutiva che disputa in Serie A1 femminile.
La squadra si è classificata dodicesima in campionato ed ha evitato la disputa dei play-out, poiché la distanza dall'ultima è stata maggiore di sei punti.

## Verdetti stagionali
Competizioni nazionali
- Serie A1:

stagione regolare: 12º posto su 13 squadre (5-19);

## Rosa
|    | Naz.                   | Ruolo | Sportivo             | Anno | Alt. |  |       |
| -- | ---------------------- | ----- | -------------------- | ---- | ---- |  | ----- |
| 3  | Stati Uniti (bandiera) | PG    | Joanna Dekira Harden | 1991 | 170  |  | [ 2 ] |
| 6  | Italia (bandiera)      | G     | Roberta Di Gregorio  | 1990 | 172  |  |       |
| 7  | Italia (bandiera)      | P     | Marta Granzotto      | 1992 | 175  |  |       |
| 7  | Italia (bandiera)      | PG    | Selene Grilli        | 1999 |      |  | [ 3 ] |
| 8  | Italia (bandiera)      | P     | Valentina Baldelli   | 1989 | 170  |  |       |
| 10 | Italia (bandiera)      | A     | Azzurra Gaglio       | 1989 | 183  |  |       |
| 11 | Italia (bandiera)      | AC    | Silvia Sarni         | 1987 | 188  |  |       |
| 12 | Italia (bandiera)      | A     | Martina Lombardo     | 1996 | 178  |  |       |
| 13 | Italia (bandiera)      | AC    | Giulia Ridolfi       | 1994 | 182  |  |       |
| 14 | Rep. Ceca (bandiera)   | C     | Renata Březinová     | 1990 | 190  |  |       |
| 17 | Italia (bandiera)      | A     | Emilia Bove          | 1988 | 185  |  |       |
| 20 | Stati Uniti (bandiera) | G     | Kirby Burkholder     | 1992 | 183  |  |       |
| 21 | Stati Uniti (bandiera) | G     | Sidney Crafton       | 1991 | 180  |  | [ 4 ] |